# Elías Lafertte Gaviño

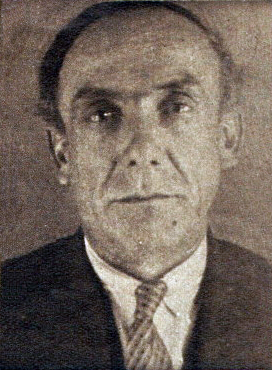
Elías Lafertte Gaviño

Elías Lafertte Gaviño (* 19. Dezember 1886 in Salamanca, Provinz Coquimbo; † 17. Februar 1961 in Santiago de Chile) war eine Persönlichkeit der chilenischen Arbeiterbewegung. Er war Mitbegründer und Vorsitzender der Kommunistischen Partei Chiles.

## Leben
Lafertte Gaviño arbeitete bereits im Alter von elf Jahren in einer Salpetermine. 1911 lernte er Luis Emilio Recabarren kennen. Mit ihm und weiteren Mitgliedern der Demokratischen Partei (spanisch Partido Demócrata) gründete Lafertte Gaviño im Juni 1912 die Sozialistische Arbeiterpartei (spanisch Partido Obrero Socialista), die 1922 in Kommunistischen Partei Chiles (spanisch Partido Comunista de Chile) umbenannt wurde.
Nach einem Streik in Antofagasta im Jahr 1914 wurde er zum ersten Mal inhaftiert. 1917 arbeitete er für die La Vanguardia (Die Avantgarde) in Valparaíso. Seit 1923 Mitglied des Vorstandes, war Lafertte Gaviño von 1924 bis 1926 Schatzmeister der Gewerkschaft Federación Obrera de Chile (FOCh), ab 1926 deren Generalsekretär (1931 und 1933 bestätigt). 1929 wurde er in das Zentralkomitee, 1936 in das Politbüro des ZK der KP Chiles gewählt. Während der Diktatur von Carlos Ibáñez del Campo (1927–1931) wurde Lafertte Gaviño mehrfach verhaftet und verbannt (1927 auf die Isla Más Afuera, 1930 auf die Osterinsel sowie in den Süden des Landes nach Calbuco, Chiloé). 1927, 1931 und 1932 war er Präsidentschaftskandidat der KP. Von 1939 bis 1961 war er Vorsitzender des ZK der KP Chiles. Von 1937 bis 1953 war er Mitglied des Senats für Tarapacá und Antofagasta.
Lafertte Gaviño verfasste die Autobiographie La vida de un comunista. Lafertte Gaviño ist zudem der Protagonist des Romans Hijo del salitre (Sohn des Salpeters, 1952) von Volodia Teitelboim. Pablo Neruda verfasste mit dem Gedicht Corona para mi maestro (Kranz für meinen Lehrer) eine Hommage auf Lafertte Gaviño, die er auf dessen Beerdigung rezitierte.